# ГЕС Грозіо
ГЕС Грозіо (італ. Centrale idroelettrica di Grosio) — гідроелектростанція на півночі Італії. Розташована між ГЕС Премадіо (вище по течії) та ГЕС Ловеро, входить до каскаду на річці Адда (ліва притока По, що відноситься до басейну Адріатичного моря).
Відпрацьована на станції Премадіо вода надходить у дериваційний тунель, що прямує через гірський масив правобережжя Адди (Лівіньо-Альпи). На своєму шляху він приймає додатковий ресурс із цієї річки та цілого ряду її приток, включаючи подану через перекинутий над Аддою акведук воду із лівого притоку Уцца (дренує Ортлерські Альпи та  гірську групу Собретта-Гавіа). Тунель завершується у балансуючому водосховищі Вальгрозина об'ємом 1,2 млн м3, спорудженому на правій притоці Адди - Роаско.
Із Вальгрозина ресурс подається до розташованого внизу машинного залу, обладнаного турбінами типу Пелтон, які працюють при напорі у 600 метрів. У 1960—1964 роках тут встановили перші три турбіни потужністю біля 100 МВт кожна. Первісний проект передбачав наявність чотирьох гідроагрегатів, проте останній додали лише у 2002-му (можливо зауважити, що в цей же період розширили і розташовану вище ГЕС Премадіо). Наявні турбіни модернізували, а загальна потужність станції досягла 428 МВт.
Відпрацьована вода відводиться до нижнього балансуючого резервуару та далі на наступну ГЕС Ловеро.
Зв'язок з енергосистемою здійснюється по ЛЕП, що працює під напругою 220 кВ.